# Snellenius succinalis
Snellenius succinalis är en stekelart som beskrevs av Charles Thomas Brues 1933. Snellenius succinalis ingår i släktet Snellenius och familjen bracksteklar. Inga underarter finns listade i Catalogue of Life.